# Маріо Мартоне
Ма́ріо Марто́не (італ. Mario Martone; нар. 20 листопада 1959, Неаполь, Італія) — італійський театральний та кінорежисер, сценарист. Лауреат та номінант численних міжнародних та національних фестивальних та професійних кінонагород .

## Біографія
Маріо Мартоне народився 20 листопада 1959 у Неаполі, Італія. Свою творчу кар'єру розпочинав у театрі, де в 1976 році поставив свою першу виставу «Фауст або квадратура кола» (італ. Faust o la quadratura del cerchio). Два роки потому, в грудні 1977 року, він за підтримки і спонсорстві університету, спільно з Андреа Ренці, а згодом і з Франческою Ла Рокка, Аугусто Мелізурґо та Федерикою делла Ратта Ринальді заснував групу Nobili di Rosa (за назвою древньої алхімічної монети). У лютому 1979 року Nobili di Rosa була реорганізована в False Movimento. До нового складу увійшли кінорежисери Анджело Курті і Паскуале Марі. Серед її вистав «Отелло» (1982), «Ножі в серці» Бертольта Брехта (1986), «Повернення в Альфавіль» Жан-Люк Годара (1986). Також у 1986 році група Falso Movimento зливається з Il Teatro dei Mutamenti Антоніо Нейвіллера і «Театральною студією» Казерти Тоні Сервілло, що дала початок Teatri Uniti. У новому складі група ставить «Філоктета» Софокла в 1987 році і «Річарда II» Вільяма Шекспіра в 1993 році.
Режисерський дебют Мартоне в кіно відбувся в 1980 році з короткометражним фільмом, проспонсорованим Банком Неаполя. Лише через 12 років, у 1992-му, він представив широкій публіці свій перший повнометражний фільм, оснований на історії математика Ренато Каччиопполі, «Смерть неаполітанського математика», який став лауреатом спеціального призу журі на Венеційському міжнародному кінофестивалі. 1993 року Мартоне зняв фільм-адаптацію «Бритва», натхненний виставою, раніше поставленою в театрі Меркаданте (італ. Teatro Mercadante) (1990).
у 1995 році Маріо Мартоне зрежисував за власним сценарієм другий повнометражний фільм «Кохання стомлює», який брав участь в конкурсі на Каннському міжнародному кінофестивалі і який отримав італійську національну кінопремію Давид ді Донателло за найкращу режисерську роботу. 1997 року Мартоне поставив епізод «La salita» у фільмі «Жителі Везувію», який приніс йому не лише славу, але й створив навколо нього багато суперечок (у тому числі і запитання від парламенту): прототипом для досконалого мера, керівника таким непростим місто як Неаполь, був Антоніо Бассоліно. 1998 року режисер зняв художній фільм «Театр війни».
З 1999 по 2001 рік Мартоне обіймав посаду художнього керівника театру Арджентина в Римі. Від 2003 року він є співдиректором театру Стабіле в Неаполі (італ. Associazione Teatro Stabile di Napoli).
У 2001 році Маріо Мартоне отримав режисерський досвід колективного створення фільму «Інший світ можливий», який був знятий в дні протесту під час зустрічі Великої вісімки в Генуї. 2004 року він зняв фільм, оснований на романі Гоффредо Паризе «Смак крові» з Мікеле Плачідо і Фанні Ардан у головних ролях.
З 2007 по 2017 рік був художнім керівником театру Стабіле в Туріні (італ. Teatro Stabile di Torino), передавши цю посаду Валеріо Бінаско.
Восени 2010 року в італійський кінопрокат вийшов фільм «Ми вірили» зай однойменним романом Анни Банті, який в 2011 році виграв премію «Золота алебарда» за найкращий фільм і найкращий сценарій. У тому році режисер здобув премію за кар'єру на фестивалі італійського кіно в Мадриді. У січні 2011 року Мартоне здійснив постановки «Сільської честі» і «Паяців» у театрі Ла Скала в Мілані. З успіхом пройшли також такі постановки опери, як «Так чинять усі» (з Клаудіо Аббадо), «Весілля Фігаро» і «Дон Жуан» Моцарта, «Матильда ді Шабран», «Торвальдо і Дорліска» та «Авреліан в Пальмірі» Джоаккіно Россіні (оперний фестиваль Россіні в Пезаро), «Фіделіо» Бетховена і «Шарлотта Корде» Лоренцо Ферреро.
Того ж 2011 року Маріо Мартоне поставив «Моральні нариси» Джакомо Леопарді та здобув премію La Ginestra імені Джакомо Леопарді за здатність відновити зв'язки поета з Реканаті з нашим часом. Наступного року він здобув ступінь доктора наук з мов кіно- і медіа-вистав в університеті Калабрії (італ. Università della Calabria).
28 квітня 2012 року в Реканаті був анонсований фільм, присвячений життю Джакомо Леопарді: стрічка «Неймовірна молода людина» була представлена на Венеційському кінофестивалі 1 вересня 2014 року і мала великий успіх у публіки та критиків.
У 2018 році Маріо Мартоне представив на 75-му Венеційському кінофестивалі фільм «Капрі-революція» про життя емігрантської комуни на Капрі напередодні Першої світової війни. Стрічка брала участь в основній конкурсній програмі фестивалю та отримала Премію Пазінетті та Приз Міжнародної конфедерації художнього кіно (SIAE)

## Фільмографія
Режисер иа сценарист
| Рік  |     | Назва українською                  | Оригінальна назва                 | Режисер | Сценарист |
| ---- | --- | ---------------------------------- | --------------------------------- | ------- | --------- |
| 1992 |     | Смерть неаполітанського математика | Morte di un matematico napoletano | Так     | Так       |
| 1993 |     | Бритва                             | Rasoi                             | Так     | Так       |
| 1994 | к/м | Єдина країна у світі               | L'unico paese al mondo            | Так     |           |
| 1994 | к/м | Дивовижні історії                  | Miracoli, storie per corti        | Так     |           |
| 1995 |     | Кохання стомлює                    | L'amore molesto                   | Так     | Так       |
| 1997 |     | Жителі Везувію                     | I vesuviani                       | Так     | Так       |
| 2001 |     | Театр війни                        | Teatro di guerra                  | Так     | Так       |
| 2001 |     | Лулу                               | Lulu                              | Так     |           |
| 2004 |     | Смак крові                         | L'odore del sangue                | Так     | Так       |
| 2010 |     | Ми вірили                          | Noi credevamo                     | Так     | Так       |
| 2014 |     | Неймовірна молода людина           | Il giovane favoloso               | Так     | Так       |
| 2015 | к/м |                                    | Pastorale cilentana               | Так     |           |
| 2018 |     | Капрі-революція                    | Capri-Revolution                  | Так     | Так       |

## Визнання
(Список не є вичерпним)
| Рік                                               | Категорія                                                             | Фільм                                | Результат |
| ------------------------------------------------- | --------------------------------------------------------------------- | ------------------------------------ | --------- |
| Премія «Золотий Захер»                            |                                                                       |                                      |           |
| 1991                                              | Найкращий фільм                                                       | Смерть неаполітанського математика   | Перемога  |
| 1995                                              | Найкращий фільм                                                       | Кохання стомлює                      | Перемога  |
| Венеційський міжнародний кінофестиваль            |                                                                       |                                      |           |
| 1992                                              | Золотий лев                                                           | Смерть неаполітанського математика   | Номінація |
| 1992                                              | Гран-прі журі                                                         | Смерть неаполітанського математика   | Перемога  |
| 1992                                              | Нагорода Kodak-Cinecritica                                            | Смерть неаполітанського математика   | Перемога  |
| 1994                                              | Нагорода Італійської федерації кіноклубів (FEDIC) — Спеціальна згадка | Дивовижні історії                    | Перемога  |
| 1997                                              | Золотий лев                                                           | Жителі Везувію                       | Номінація |
| 2010                                              | Золотий лев                                                           | Ми вірили                            | Номінація |
| 2014                                              | Золотий лев                                                           | Неймовірна молода людина             | Номінація |
| 2018                                              | Золотий лев                                                           | Капрі-революція                      | Номінація |
| 2018                                              | Премія Пазінетті                                                      | Капрі-революція                      | Перемога  |
| 2018                                              | Нагорода Arca CinemaGiovani за найкращий італійський фільм у Венеції  | Капрі-революція                      | Перемога  |
| Європейський фестиваль перших фільмів у Анже      |                                                                       |                                      |           |
| 1993                                              | Приз європейського журі за художній фільм                             | Смерть неаполітанського математика   | Перемога  |
| 1993                                              | Гран-прі Консорціуму письменників і композиторів (SACD)               | Смерть неаполітанського математика   | Перемога  |
| 1993                                              | Приз Міжнародної конфедерації художнього кіно (C.I.C.A.E.)            | Смерть неаполітанського математика   | Перемога  |
| Премія Давид ді Донателло                         |                                                                       |                                      |           |
| 1993                                              | Найкращий новий режисер                                               | Смерть неаполітанського математика   | Перемога  |
| 1995                                              | Премія «Давид ді Донателло» за найкращу режисерську роботу            | Кохання стомлює                      | Перемога  |
| 1998                                              | Премія «Давид ді Донателло» за найкращу режисерську роботу            | Театр війни                          | Номінація |
| 2011                                              | Премія «Давид ді Донателло» за найкращий фільм                        | Ми вірили                            | Перемога  |
| 2011                                              | Премія «Давид ді Донателло» за найкращу режисерську роботу            | Ми вірили                            | Номінація |
| 2011                                              | Найкращий сценарій                                                    | Ми вірили                            | Перемога  |
| 2011                                              | Давид року                                                            | Ми вірили                            | Номінація |
| 2015                                              | Премія «Давид ді Донателло» за найкращий фільм                        | Неймовірна молода людина             | Номінація |
| 2015                                              | Премія «Давид ді Донателло» за найкращу режисерську роботу            | Неймовірна молода людина             | Номінація |
| 2015                                              | Найкращий сценарій                                                    | Неймовірна молода людина             | Номінація |
| 2015                                              | Давид року                                                            | Неймовірна молода людина             | Номінація |
| 2019                                              | Премія «Давид ді Донателло» за найкращий фільм                        | Капрі-революція                      | Номінація |
| Італійський національний синдикат кіножурналістів |                                                                       |                                      |           |
| 1993                                              | Премія «Срібна стрічка» найкращому новому режисерові                  | Смерть неаполітанського математика   | Перемога  |
| 1900                                              | «Срібна стрічка» за найкращий сценарій                                | Смерть неаполітанського математика   | Номінація |
| 1996                                              | «Срібна стрічка» найкращому режисерові                                | Кохання стомлює                      | Номінація |
| 1996                                              | «Срібна стрічка» за найкращий сценарій                                | Кохання стомлює                      | Номінація |
| 1999                                              | «Срібна стрічка» найкращому режисерові                                | Театр війни                          | Номінація |
| 1999                                              | Найкращий сценарій                                                    | Театр війни                          | Номінація |
| 1999                                              | Найкращий оригінальний сюжет                                          | Театр війни                          | Номінація |
| 2011                                              | «Срібна стрічка» року                                                 | Ми вірили                            | Перемога  |
| 2015                                              | «Срібна стрічка» року                                                 | Неймовірна молода людина             | Перемога  |
| Премія «Золота хлопавка»                          |                                                                       |                                      |           |
| 1993                                              | Найкращий перший художній фільм                                       | Смерть неаполітанського математика   | Перемога  |
| 1993                                              | Найкращий сценарій                                                    | Смерть неаполітанського математика   | Номінація |
| 1996                                              | Найкращий сценарій                                                    | Кохання стомлює                      | Перемога  |
| 2011                                              | Найкращий режисер                                                     | Ми вірили                            | Перемога  |
| 2015                                              | Найкращий фільм                                                       | Неймовірна молода людина             | Перемога  |
| 2015                                              | Найкращий сценарій                                                    | Неймовірна молода людина             | Перемога  |
| Туринський міжнародний фестиваль молодого кіно    |                                                                       |                                      |           |
| 1994                                              | Найкращий італійський короткометражний фільм року                     | Antonio Mastronunzio pittore sannita | Номінація |
| 1994                                              | Найкращий італійський короткометражний фільм року — Спеціальна згадка | Antonio Mastronunzio pittore sannita | Перемога  |
| Каннський міжнародний кінофестиваль               |                                                                       |                                      |           |
| 1995                                              | Золота пальмова гілка                                                 | Кохання стомлює                      | Номінація |
| Міжнародний кінофестиваль у Чикаго                |                                                                       |                                      |           |
| 1995                                              | Спеціальний приз журі                                                 | Кохання стомлює                      | Перемога  |
| Премія «Золотий глобус»                           |                                                                       |                                      |           |
| 1995                                              | Найкращий фільм                                                       | Кохання стомлює                      | Перемога  |
| 2011                                              | Найкращий фільм                                                       | Ми вірили                            | Номінація |
| 2011                                              | Найкращий режисер                                                     | Ми вірили                            | Номінація |
| 2011                                              | Найкращий сценарій                                                    | Ми вірили                            | Номінація |
| 2011                                              | Спеціальна нагорода «Іноземна преса»                                  | Ми вірили                            | Перемога  |
| Премія «Золотий кубок»                            |                                                                       |                                      |           |
| 1995                                              | Найкращий новий режисер                                               | Кохання стомлює                      | Перемога  |